# 디블러
디블러(학명: Parantechinus apicalis, 영어: Dibbler)는 주머니고양이과에 속하는 유대류로 현재, 멸종 위기종이다. 웨스턴오스트레일리아 주 남서부와 인근 섬에서 발견된다. 디블러속(Parantechinus)의 유일종이다.
디블러는 몸집이 작은 육식성, 야행성 유대류로 털에 얼룩덜룩한 반점이 있으며, 눈 주위는 하얗다.